# Streptomyces coelicolor

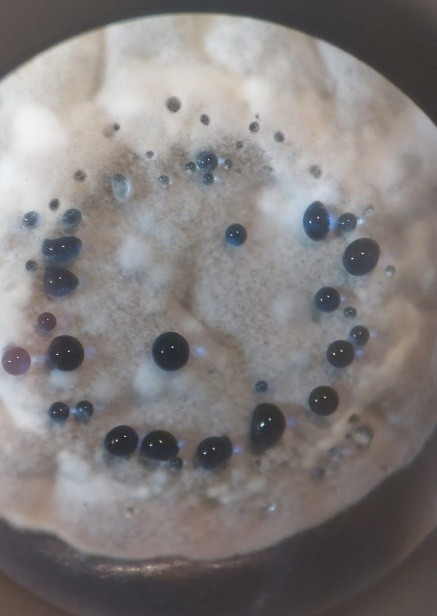
S.coelicolor mit blauen Tröpfchen

Streptomyces coelicolor ist ein grampositives Bakterium, das im Boden vorkommt. Der Artname bedeutet „himmelsfarbig“.
S. coelicolor ist ein Modellorganismus für die Actinomycetales. Folgende Merkmale sind für Streptomyceten typisch:
- Sie wachsen als fadenförmige, oft verzweigte Hyphen, die einem Pilz-Mycel ähneln. Zuerst entsteht das Substratmycel, welches sich auf einem festen Untergrund bildet. Auf diesem entwickelt sich das Luftmycel.
- Am Ende der Luftmycelfilamente bilden sich Exosporen, die aber nicht die Widerstandsfähigkeit der Endosporen besitzen.
- Streptomyceten sind Antibiotikaproduzenten.
- Sie besitzen lineare statt circuläre Chromosomen.

Das Genom von S. coelicolor wurde 2002 sequenziert.
Für die praktische Arbeit mit S. coelicolor, insbesondere für genetische Arbeiten, sind spezielle Arbeitstechniken notwendig.
Der Sekundärmetabolit Aktinohodin kann als PH-Indikator verwendet werden.